# Feriados na África do Sul
Este artigo fala sobre os feriados na África do Sul.
| Data                             | Nome em português        |
| 1º de Janeiro                    | Ano Novo                 |
| 21 de Março                      | Dia dos Direitos Humanos |
| móvel                            | Sexta-feira Santa        |
| móvel (após o domingo de Páscoa) | Dia da Família           |
| 27 de abril                      | Dia da Liberdade         |
| 1º de Maio                       | Dia do Trabalhador       |
| 16 de Junho                      | Dia da Juventude         |
| 9 de Agosto                      | Dia Nacional da Mulher   |
| 24 de Setembro                   | Heritage Day             |
| 16 de Dezembro                   | Dia da Reconciliação     |
| 25 de Dezembro                   | Natal                    |
| 26 de Dezembro                   | Boxing Day               |